# Haut-Lieu
Ne doit pas être confondu avec Le Haut Lieu.
Haut-Lieu est une commune française située dans le département du Nord, en région Hauts-de-France.

## Géographie
Haut-Lieu se situe dans le sud-est du département du Nord (Hainaut) en plein cœur du Parc naturel régional de l'Avesnois. L'Avesnois est connu pour son bocage et son relief un peu vallonné dans sa partie sud-est (début des contreforts des Ardennes), dite « petite Suisse du Nord ». La localité se nommait autrefois Banlieue-Haute, nom qui indique sa position par rapport à la ville Avesnes-sur-Helpe, située à 2 km.
Haut-Lieu fait partie administrativement de l'Avesnois, géologiquement des Ardennes, historiquement du Hainaut et paysagèrement de la Thiérache.
La commune se trouve à 100 km de Lille (préfecture du Nord), Bruxelles (Belgique) ou Reims (Marne), à 45 km de Valenciennes, Mons (Belgique) ou Charleroi (Belgique) et juste à côté d'Avesnes-sur-Helpe (sous-préfecture).
La frontière belge et le département de l'Aisne se trouvent à une quinzaine de kilomètres.

### Communes limitrophes
| Saint-Hilaire-sur-Helpe |           | Avesnes-sur-Helpe |
| Cartignies              | Haut-Lieu | Avesnelles        |
| Boulogne-sur-Helpe      | Étrœungt  |                   |

### Hydrographie

#### Réseau hydrographique
La commune est située dans le bassin Artois-Picardie. Elle est drainée par le ruisseau des Haveries, le ruisseau du Rie Grives et le ruisseau Griselle,,.

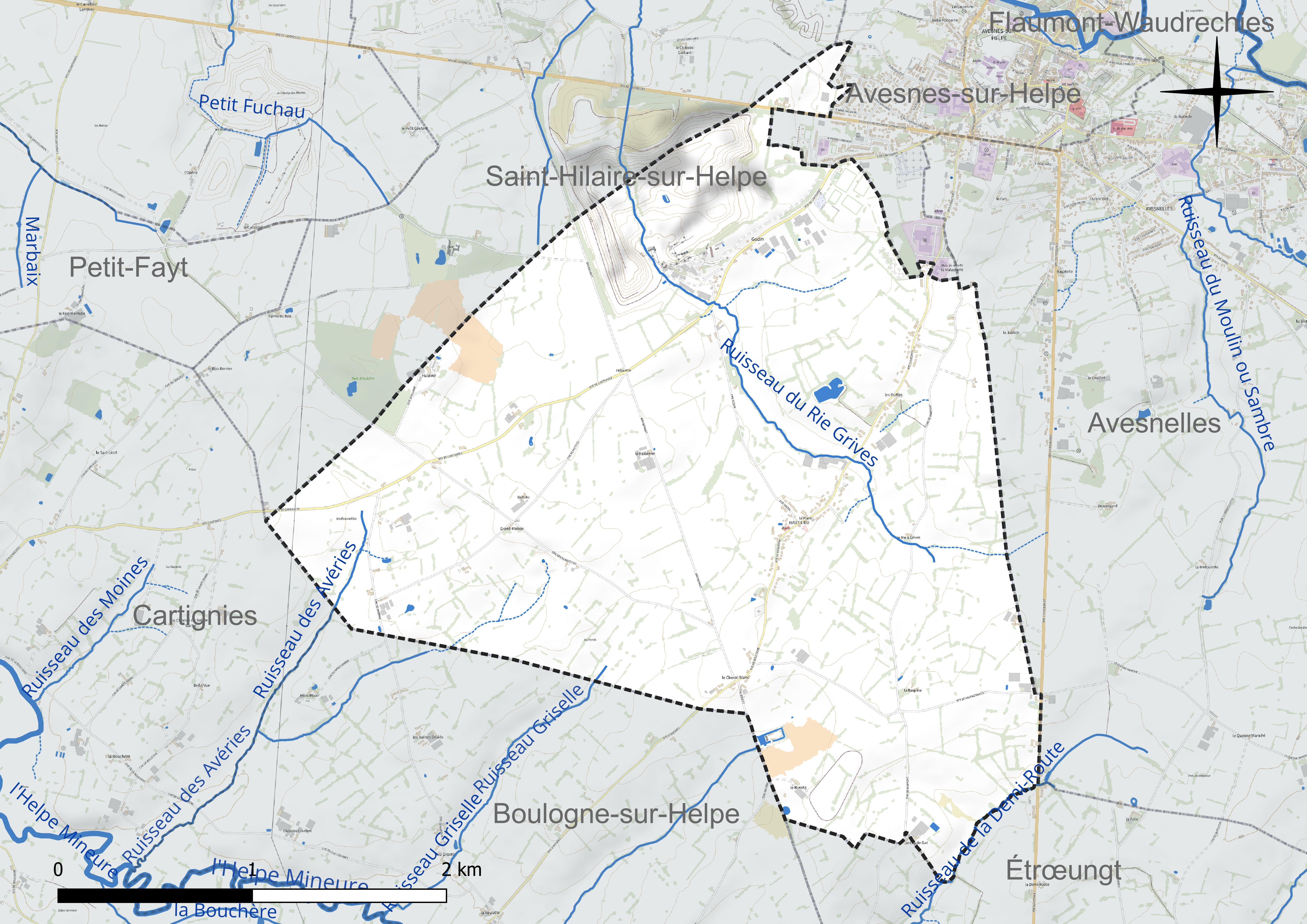
Réseau hydrographique de Haut-Lieu.

#### Gestion et qualité des eaux
Le territoire communal est couvert par le schéma d'aménagement et de gestion des eaux (SAGE) « Sambre ». Ce document de planification concerne un territoire de 1 253 km2 de superficie, délimité par le bassin versant de la Sambre. Le périmètre a été arrêté le 1er novembre 2003 et le SAGE proprement dit a été approuvé le 21 septembre 2012, puis modifié le 18 août 2022. La structure porteuse de l'élaboration et de la mise en œuvre est le syndicat mixte du Parc naturel régional de l'Avesnois. 
La qualité des cours d'eau peut être consultée sur un site dédié géré par les agences de l'eau et l'Agence française pour la biodiversité. 

### Climat
Pour des articles plus généraux, voir Climat des Hauts-de-France et Climat du Nord.
En 2010, le climat de la commune est de type climat des marges montargnardes, selon une étude du CNRS s'appuyant sur une série de données couvrant la période 1971-2000. En 2020, Météo-France publie une typologie des climats de la France métropolitaine dans laquelle la commune est exposée à un climat océanique altéré et est dans la région climatique  Nord-est du bassin Parisien, caractérisée par un ensoleillement médiocre, une pluviométrie moyenne régulièrement répartie au cours de l'année et un hiver froid (3 °C). 
Pour la période 1971-2000, la température annuelle moyenne est de 9,8 °C, avec une amplitude thermique annuelle de 14,8 °C. Le cumul annuel moyen de précipitations est de 882 mm, avec 12,8 jours de précipitations en janvier et 10,1 jours en juillet. Pour la période 1991-2020, la température moyenne annuelle observée sur la station météorologique la plus proche, située sur la commune de Saint-Hilaire-sur-Helpe à 3 km à vol d'oiseau, est de 10,5 °C et le cumul annuel moyen de précipitations est de 802,4 mm,. Pour l'avenir, les paramètres climatiques de la commune estimés pour 2050 selon différents scénarios d'émission de gaz à effet de serre sont consultables sur un site dédié publié par Météo-France en novembre 2022.

## Urbanisme

### Typologie
Au 1er janvier 2024, Haut-Lieu est catégorisée commune rurale à habitat dispersé, selon la nouvelle grille communale de densité à sept niveaux définie par l'Insee en 2022.
Elle appartient à l'unité urbaine d'Avesnes-sur-Helpe, une agglomération intra-départementale regroupant cinq  communes, dont elle est une commune de la banlieue,,. Par ailleurs la commune fait partie de l'aire d'attraction d'Avesnes-sur-Helpe, dont elle est une commune de la couronne,. Cette aire, qui regroupe 14 communes, est catégorisée dans les aires de moins de 50 000 habitants,.

### Occupation des sols
L'occupation des sols de la commune, telle qu'elle ressort de la base de données européenne d'occupation biophysique des sols Corine Land Cover (CLC), est marquée par l'importance des territoires agricoles (90,7 % en 2018), en diminution par rapport à 1990 (92,6 %). La répartition détaillée en 2018 est la suivante : 
prairies (83,8 %), mines, décharges et chantiers (8,7 %), terres arables (4,4 %), zones agricoles hétérogènes (2,4 %), zones urbanisées (0,6 %). L'évolution de l'occupation des sols de la commune et de ses infrastructures peut être observée sur les différentes représentations cartographiques du territoire : la carte de Cassini (XVIIIe siècle), la carte d'état-major (1820-1866) et les cartes ou photos aériennes de l'IGN pour la période actuelle (1950 à aujourd'hui).

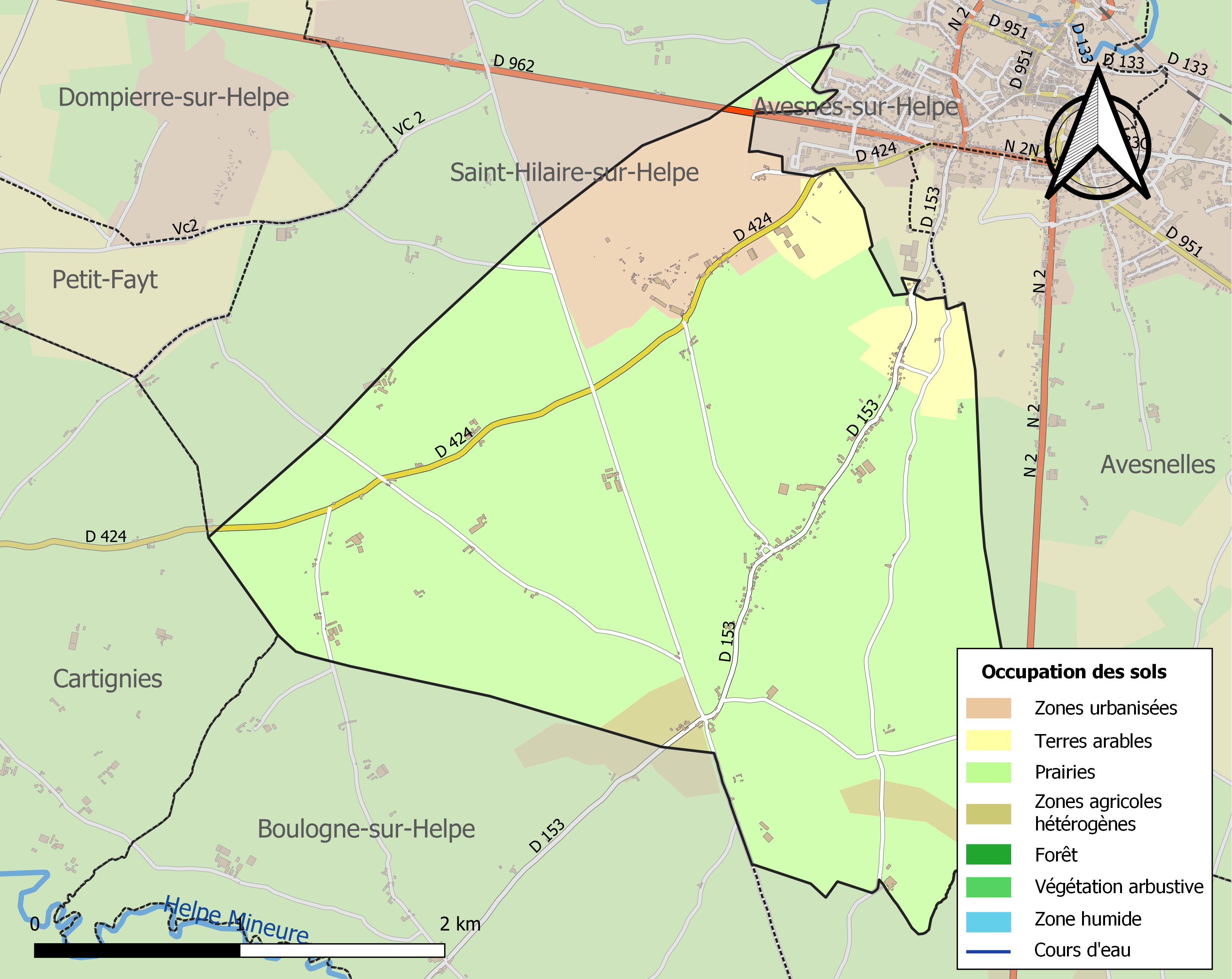
Carte des infrastructures et de l'occupation des sols de la commune en 2018 (CLC).

## Toponymie
Durant la Révolution, la commune porte le nom de Banlieue-Haute.
L'utilisation du nom de Banlieue-Haute est avérée dans le registre des « Naissances Mariages Décès, 1793-1860 » de la commune de Haut-Lieu, à la date du 15 décembre 1792, date de signature dudit registre.

La commune de Banlieue-Haute a été renommée Haut-Lieu ou Le Haut-Lieu à compter de vendémiaire de l'an XI (septembre 1802) ; dans les années qui suivent, l'appellation (Le) Haut-Lieu d'Avesnes a été usitée.
Ses habitants sont appelés les Hautlieusards.

## Histoire
Le village est traversé par la voie romaine reliant Bavay à Reims. Plusieurs traces d'occupations le long de cette chaussée attestent que le site est privilégié depuis l'époque gallo-romaine. De plus, des sépultures comportant des crânes de chevaux rappellent les rituels de l'enterrement du père de Clovis Ier au Ve siècle. L'église saint Pierre, dans le lieu-dit de Godin, est également très ancienne. Cependant, le lieu ne possède pas de fonctions paroissiales jusque-là.

## Politique et administration
Maire de 1802 à 1807 : Nicolas Dehon,.

Maire en 1939 : Croquet.
| Période   | Période   | Identité         | Étiquette | Qualité |
| --------- | --------- | ---------------- | --------- | ------- |
| mars 2001 | mars 2008 | Michel Hannecart |           |         |
| mars 2008 | 2018      | Bernard Cabaret  |           |         |
| 2018      | En cours  | Hervé Cuisset    |           |         |

## Population et société

### Démographie

#### Évolution démographique
L'évolution du nombre d'habitants est connue à travers les recensements de la population effectués dans la commune depuis 1793. Pour les communes de moins de 10 000 habitants, une enquête de recensement portant sur toute la population est réalisée tous les cinq ans, les populations de référence des années intermédiaires étant quant à elles estimées par interpolation ou extrapolation. Pour la commune, le premier recensement exhaustif entrant dans le cadre du nouveau dispositif a été réalisé en 2008.

En 2022, la commune comptait 374 habitants, en évolution de −5,08 % par rapport à 2016 (Nord : +0,51 %, France hors Mayotte : +2,11 %).
| 1793 | 1800 | 1806 | 1821 | 1831 | 1836 | 1841 | 1846 | 1851 |
| ---- | ---- | ---- | ---- | ---- | ---- | ---- | ---- | ---- |
| 306  | 302  | 309  | 337  | 416  | 390  | 406  | 424  | 404  |

| 1856 | 1861 | 1866 | 1872 | 1876 | 1881 | 1886 | 1891 | 1896 |
| ---- | ---- | ---- | ---- | ---- | ---- | ---- | ---- | ---- |
| 417  | 398  | 420  | 450  | 460  | 456  | 450  | 432  | 408  |

| 1901 | 1906 | 1911 | 1921 | 1926 | 1931 | 1936 | 1946 | 1954 |
| ---- | ---- | ---- | ---- | ---- | ---- | ---- | ---- | ---- |
| 420  | 408  | 437  | 418  | 433  | 415  | 386  | 377  | 417  |

| 1962 | 1968 | 1975 | 1982 | 1990 | 1999 | 2006 | 2008 | 2013 |
| ---- | ---- | ---- | ---- | ---- | ---- | ---- | ---- | ---- |
| 416  | 415  | 401  | 442  | 458  | 540  | 432  | 401  | 395  |

| 2018 | 2022 | - | - | - | - | - | - | - |
| ---- | ---- | - | - | - | - | - | - | - |
| 389  | 374  | - | - | - | - | - | - | - |

#### Pyramide des âges
La population de la commune est relativement jeune.
En 2018, le taux de personnes d'un âge inférieur à 30 ans s'élève à 35,7 %, soit en dessous de la moyenne départementale (39,5 %). À l'inverse, le taux de personnes d'âge supérieur à 60 ans est de 28,1 % la même année, alors qu'il est de 22,5 % au niveau départemental.
En 2018, la commune comptait 199 hommes pour 190 femmes, soit un taux de 51,16 % d'hommes, largement supérieur au taux départemental (48,23 %).
Les pyramides des âges de la commune et du département s'établissent comme suit.
| Hommes | Classe d’âge | Femmes |
| ------ | ------------ | ------ |
| 0,5    | 90 ou +      | 0,0    |
| 5,0    | 75-89 ans    | 9,5    |
| 20,1   | 60-74 ans    | 21,1   |
| 20,1   | 45-59 ans    | 20,0   |
| 14,6   | 30-44 ans    | 17,9   |
| 19,6   | 15-29 ans    | 15,8   |
| 20,1   | 0-14 ans     | 15,8   |

| Hommes | Classe d’âge | Femmes |
| ------ | ------------ | ------ |
| 0,5    | 90 ou +      | 1,4    |
| 5,3    | 75-89 ans    | 8,1    |
| 14,8   | 60-74 ans    | 16,2   |
| 19,1   | 45-59 ans    | 18,4   |
| 19,5   | 30-44 ans    | 18,7   |
| 20,7   | 15-29 ans    | 19,1   |
| 20,2   | 0-14 ans     | 18     |

## Économie
La Commune est marquée par la présence de la carrière Bocahut. En 1857, un dénommé Berlemont commence l'exploitation de la carrière. Plus tard, à la faveur d'un mariage, elle passe aux Bocahut. A Haut-Lieu, les ouvriers taillent alors la pierre extraite. Ils réalisent des stèles et autres monuments. Cette pierre bleue a reçu le nom de petit granit de l'Avesnois. Polie, elle tire sur le bleu. La guerre de 1914 finie, Charles Bocahut dirige la concession d'Avesnes tandis que son cousin M. Fillion gère celle de Glageon. L'affaire emploie 20 ouvriers. Dans les années 1950, la taille de pierre est délaissée. L'activité passe à la production de granulats et à la chaux. Après avoir racheté la carrière de Glageon puis celle de Corbigny (Nièvre), acheté une centrale à béton à Hirson et ensuite avoir monté une centrale à béton à Marle, l'entreprise Bocahut avec ses 250 salariés intègre, en 2004, le groupe Appia, filiale d'Eiffage.

## Culture locale et patrimoine

### Lieux et monuments
- La mairie de 1883
- L'église Saint-André de 1891
- La chapelle Notre-Dame-de-la-Prospérité de 1717
- La chapelle Notre-Dame-de-Bohain de 1737
- Le Manoir de Biwetz

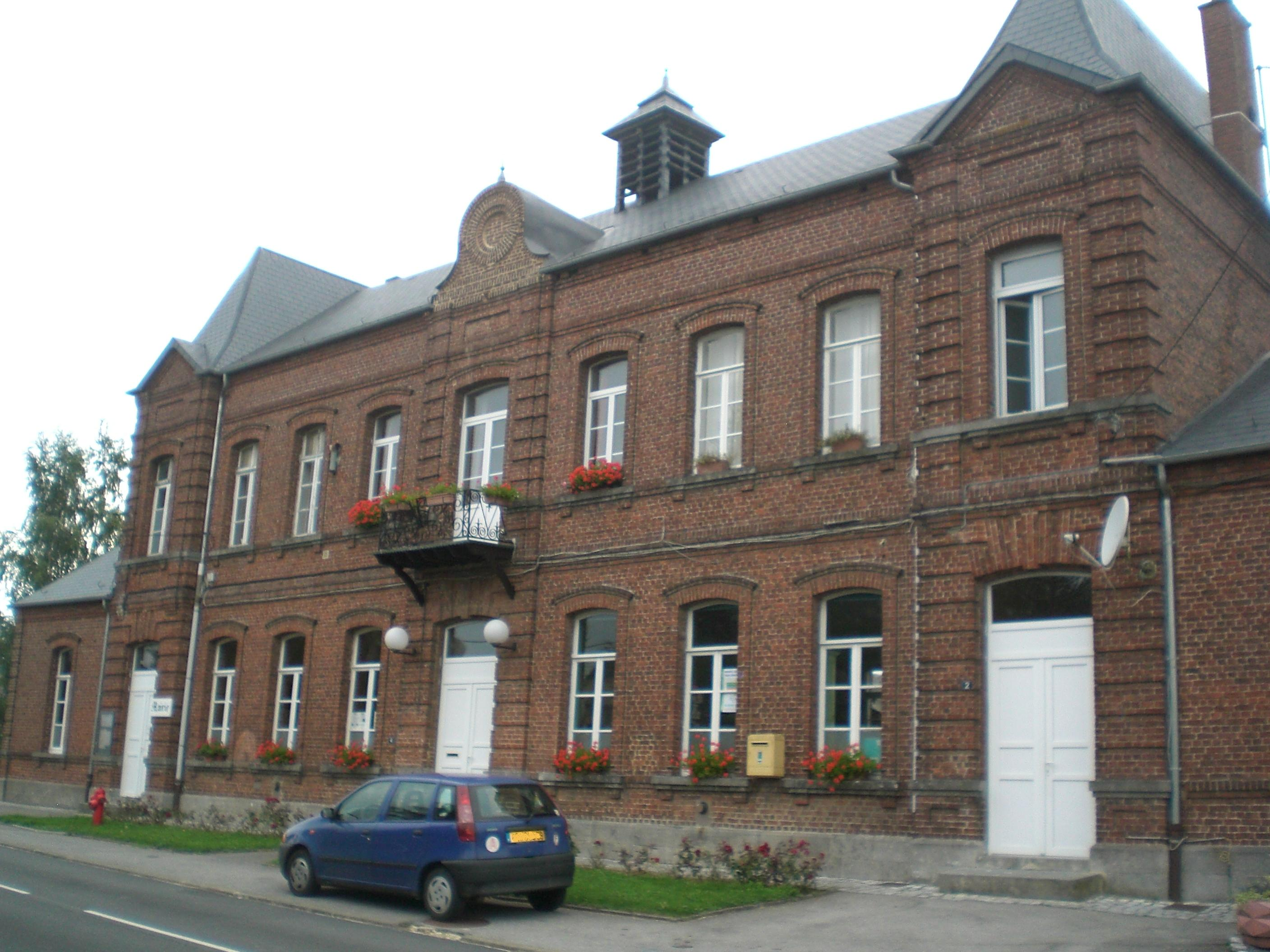
Mairie.
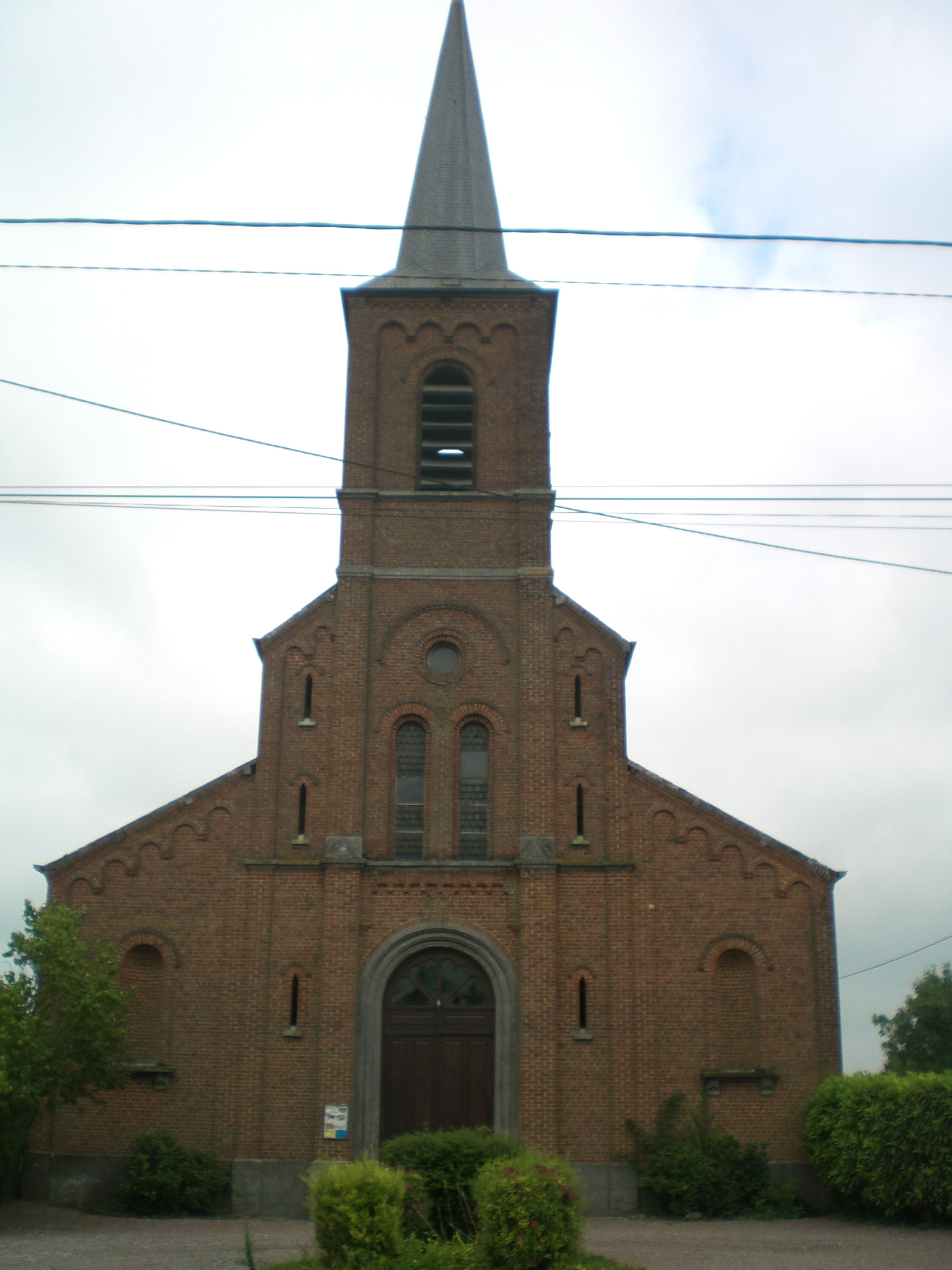
Église.
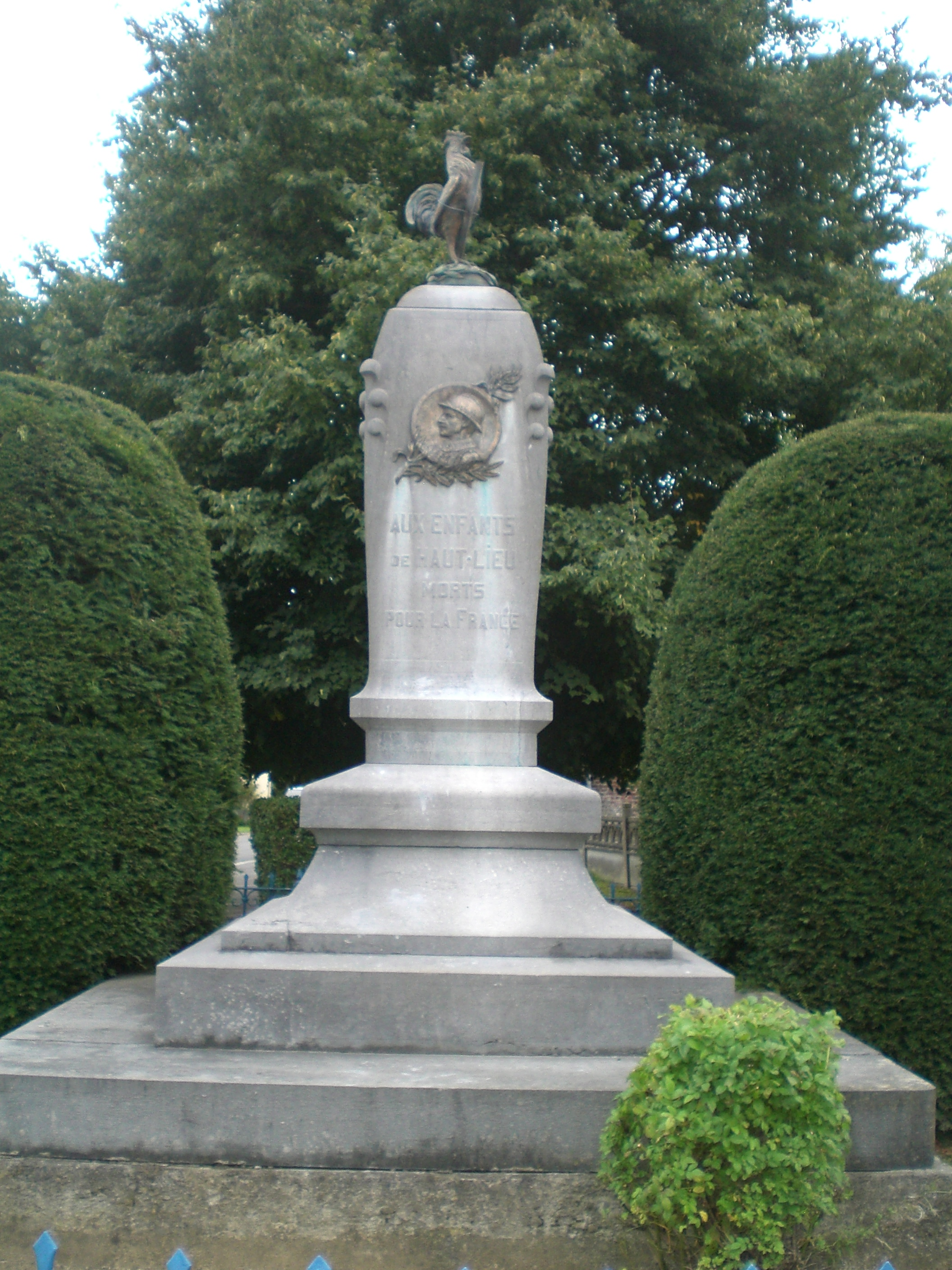
Monument aux morts.

### Personnalités liées à la commune
- Charles François Marie Le Prévost de Basserode (1774-1849), seigneur de Basserode, de Hautgrenier, de Hautlieu et des Marisson. Il est maire de la ville de Wasquehal de 1848 à 1849. Il est issu de la famille Le Prévost de Basserode.

## Pour approfondir